# سنترویل، شهرستان همپستید، آرکانزاس
سنترویل (به انگلیسی: Centerville) یک منطقهٔ مسکونی در ایالات متحده آمریکا است که در شهرستان همپستد، آرکانزاس واقع شده‌است. سنترویل ۱۰۲٫۱۱ متر بالاتر از سطح دریا واقع شده‌است.